# ニーニョス・エロエス

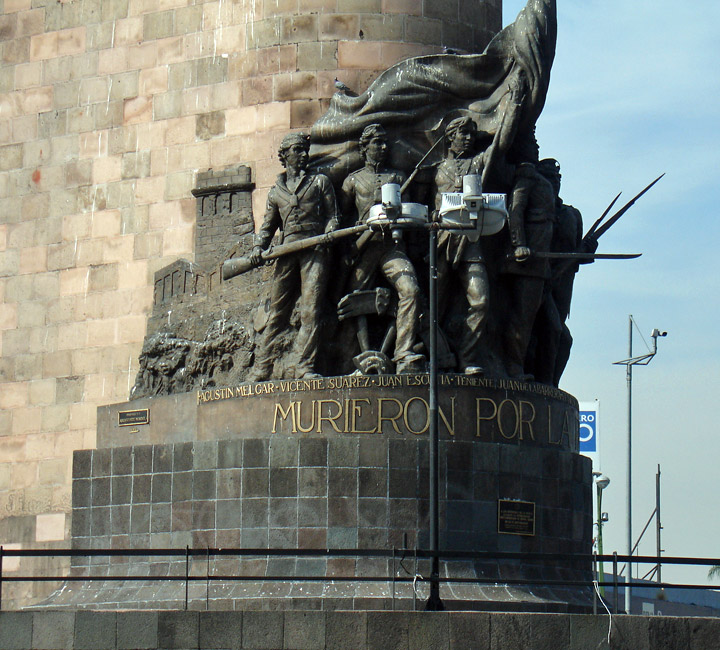
ハリスコ州グアダラハラにあるニーニョス・エロエス記念碑の底部。

ニーニョス・エロエス（スペイン語: Niños Héroes）は、「英雄少年たち」を意味するスペイン語で、1847年9月13日に起きた米墨戦争のチャプルテペクの戦いで死亡した6人のメキシコの士官候補生を指す。歴史上、愛国的な目的で彼らを顕彰する運動が数回起きたが、彼らに関する逸話の多くは史実を歪めた英雄伝説の形を取っている。

## 概要
チャプルテペクの戦いが起きた時、チャプルテペク城はメキシコ軍の軍事学校(Colegio Militar)として使われていた。ニーニョス・エロエスその他の40人はチャプルテペク城一帯から退避するように大統領ニコラス・ブラボから命令されたが、彼ら6人は城に残ってアメリカ軍からチャプルテペクを守ろうとした。
6人の名前は以下のようであった。
- アグスティン・メルガル (es:Agustín Melgar) （18歳）
- フェルナンド・モンテス・デ・オカ (es:Fernando Montes de Oca) （18歳）
- フランシスコ・マルケス (es:Francisco Márquez) （12歳）
- フアン・デ・ラ・バレラ (es:Juan de la Barrera) （19歳）
- フアン・エスクティア (es:Juan Escutia) （20歳）
- ビセンテ・スアレス (es:Vicente Suárez Ferrer) （14歳）

このうちフアン・デ・ラ・バレラはすでに軍事学校を卒業していた。

## 初期の言及

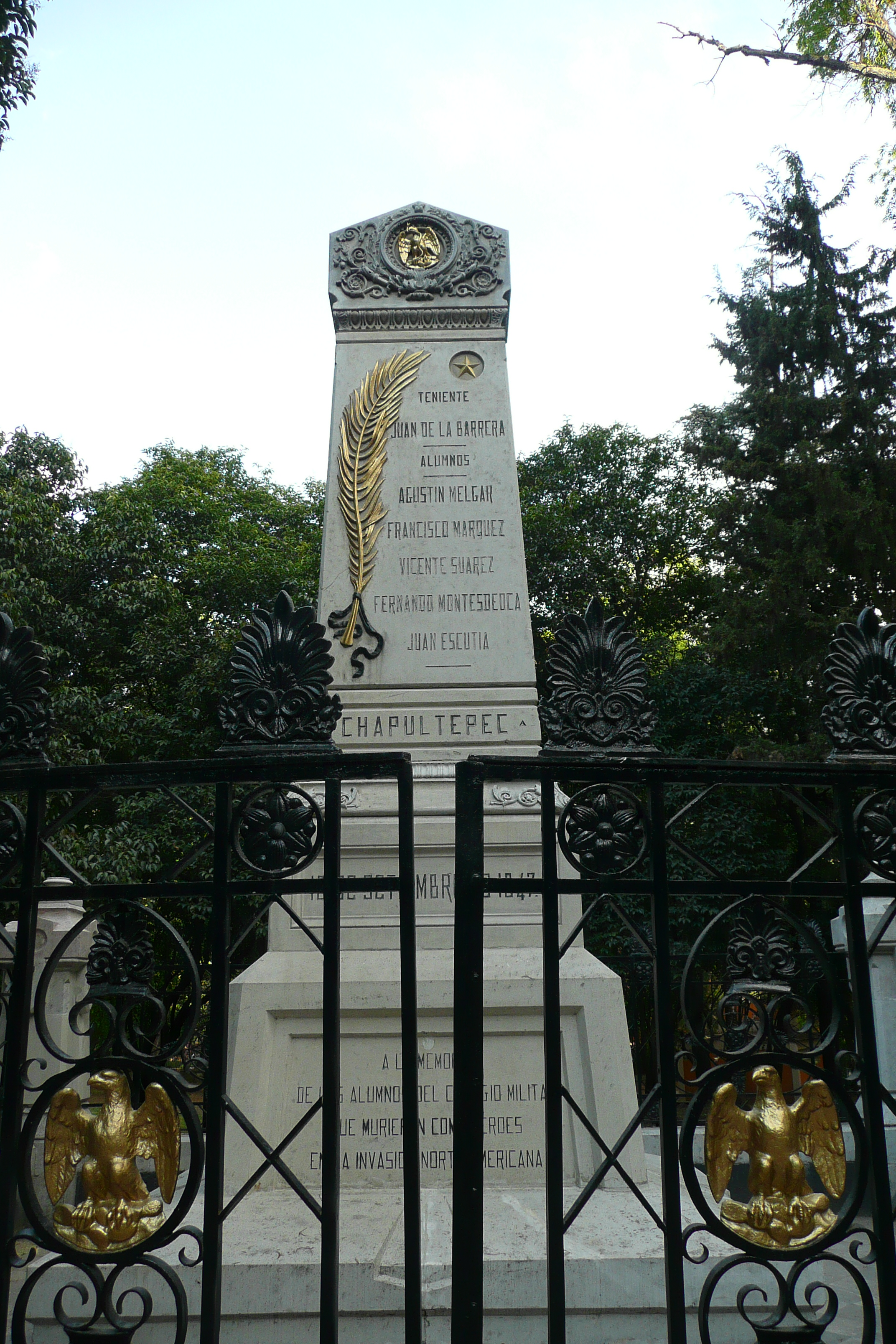
ニーニョス・エロエスを記念するオベリスク

1847年当時の戦争報告書ではメルガル、モンテス・デ・オカ、スアレスの3人の勇気について言及している。ラモン・アルカラスによって1848年に書かれた米墨戦争に関する覚え書きでは軍事学校の「何人かの生徒」がメキシコの国旗を守った、と記されている。1852年にマリアノ・モンテルデ軍事学校の校長がはじめて戦闘で死んだ士官候補生のことを「ニーニョス」（少年たち）と呼んでいる。
1847年の戦いで生きのこった士官候補生たちは1871年に軍事学校協会(Asociación del Colegio Militar)を設立した。1878年、彼らはチャプルテペクの戦いの死傷者および捕虜になった人々を顕彰するようにポルフィリオ・ディアスとマヌエル・ゴンサレスに促した。1884年には記念のオベリスクを立てた。設計者は1847年当時軍事学校の生徒だったラモン・ロドリゲス・アランゴイティ (es:Ramón Rodríguez Arangoiti) で、チャプルテペクの丘の西側、学校の正門の南に置かれ、メキシコ人兵士の集団墓地として使われた穴のひとつの上に立てられた。

## ニーニョス・エロエスに関する伝説
彼らが戦いで最後に死んだ者だったとか、弾が尽きたために銃剣でアメリカ兵を突き刺したとか、後世多くの詳細な逸話が加えられたが、その多くは歴史的な裏付けを持たない。
もっとも普及している伝説は、彼らが少年であったというものである。現代的に考えれば彼らは青年である。さらに当時の男性は15歳で結婚して家庭を持つことも珍しくなかった。
第2の伝説はフアン・デ・ラ・バレラまたはフアン・エスクティア（2名のどちらであるかは文献によって異なる）が自殺したとするものである。後者とするものが一般的だが、それによればフアン・エスクティアは軍事学校の上にひるがえるメキシコの国旗に身をつつんで身投げし、アメリカ人の手に国旗が渡ることを妨げたとする。メキシコの歴史において大変象徴的な話ではあるものの、現実には国旗はアメリカ人に奪われたのであり、ウェストポイントの陸軍士官学校に戦利品として置かれていた。後に1952年になって（アルタル・ア・ラ・パトリアの落成と同時に）他のメキシコ国旗とともにメキシコに返却された:2744-2745。
1878年の記念式典においてマヌエル・ラス・グスマンがチャプルテペクの戦いに先だつ9月8日のモリノ・デル・レイの戦いを記念する叙事詩を発表したが、そこでアグスティン・メルガル（フアン・デ・ラ・バレラでもフアン・エスクティアでもなく）が国旗をまとって胸を侵入者の弾丸の前に曝したと歌っており、伝説は明らかにこの叙事詩に由来する。

## 記念
メキシコシティ地下鉄3号線にはニーニョス・エロエス駅がある（モンテレイ・メトロ2号線にも同じ名前の駅がある）。チャプルテペク城近くのコンデサ地区の通りの名前は各士官候補生の名前になっている。メキシコ各地に彼らにちなむ名前をもった学校や道路があり、モニュメントが置かれている。
1981年から1989年までに発行された（旧）5000ペソ紙幣、1993年と1995年に発行された新50ペソ硬貨にニーニョス・エロエスが描かれていた。

### アルタル・ア・ラ・パトリア

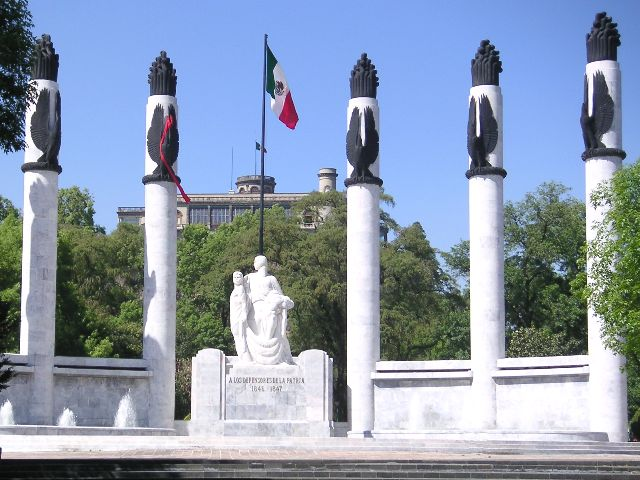
アルタル・ア・ラ・パトリア

1947年にメキシコ軍によって行なわれた調査は公的文書と科学的な手順を欠いているが、チャプルテペクの丘の南側のアウェウェテス・デ・ミラモンと呼ばれる場所で発見された7つの頭蓋骨がこれらの士官候補生のものとされた。同年9月13日に記念の金属板が設置された:2611-2615。いくつかの公的な式典を経て、1952年9月27日にチャプルテペク城の坂にアルタル・ア・ラ・パトリア（祖国の祭壇）と呼ばれる6つの柱を持つ半円形の祭壇が建設され、柱のそれぞれに骨壺が埋葬された。またフェリペ・サンティアゴ・シコテンカトル（ (es:Felipe Santiago Xicoténcatl) 、チャプルテペクの戦いで戦死した陸軍中佐）もともに埋葬されている。しかしこれらの骨がニーニョス・エロエスのものであるという科学的証拠は存在しない。
アルタル・ア・ラ・パトリアが正式名称だが、一般には「ニーニョス・エロエス記念碑」として知られ、公式の文献でもしばしばこの誤った名称で呼ばれている。また、骨の同定を行うにあたって明らかに法医学的・人類学的調査がなされていないため、これらが本当にニーニョス・エロエスのものであるかどうかについては大いに議論されている。

### アメリカ合衆国大統領訪問と反応
1947年のチャプルテペクの戦い100周年記念において、時のアメリカ合衆国大統領ハリー・S・トルーマンがメキシコシティを公式訪問し、チャプルテペクの犠牲者に敬意を払って、演説の中でニーニョス・エロエスの勇気を表彰し、この戦いにおいて米軍が行った行為を恥じ、強国が弱い国に対して力を押しつける権利がないことを強調し、オベリスクの前に花輪を飾った。この行為は軍の一部と多くの民衆を不快にさせた。夜中に士官候補生数名が花輪を取り除いてアメリカ合衆国大使館に投げこんだ。

### ギャラリー

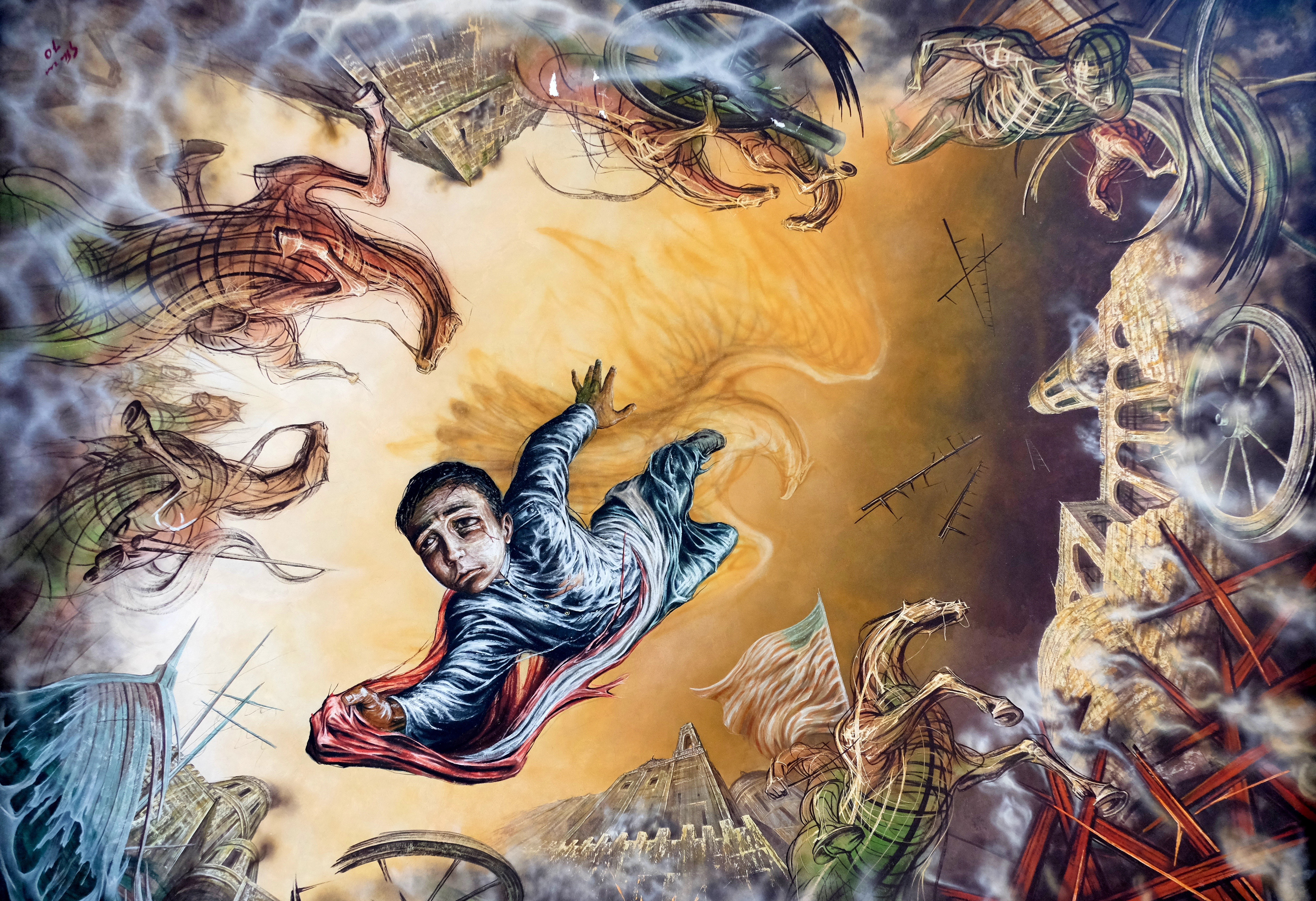
チャプルテペク城の天井の絵。国旗をまとって身を投げるフアン・エスクティア（Gabriel Flores画）。
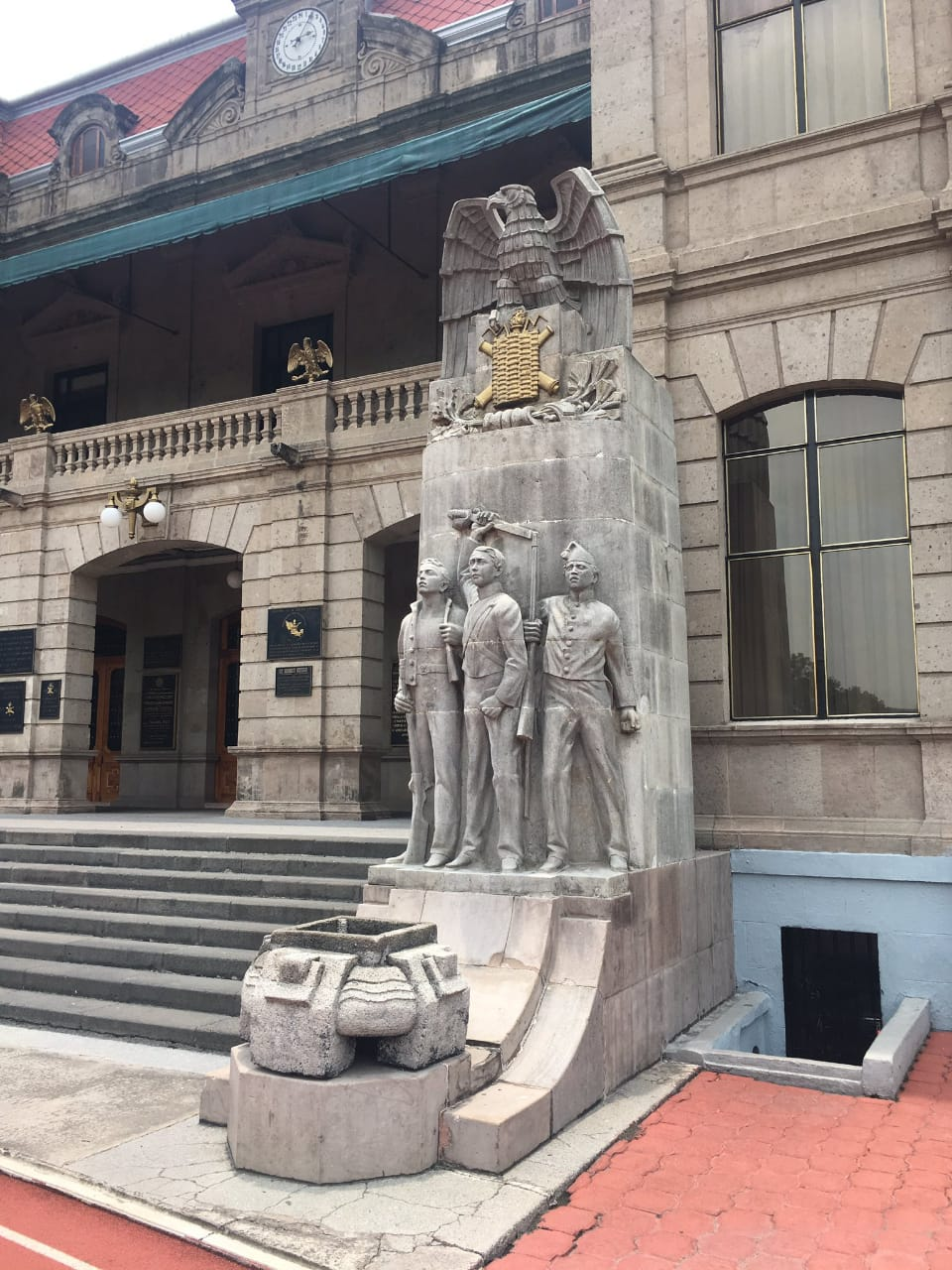
メキシコシティのポポトラ地区、今の軍事学校内の記念碑。
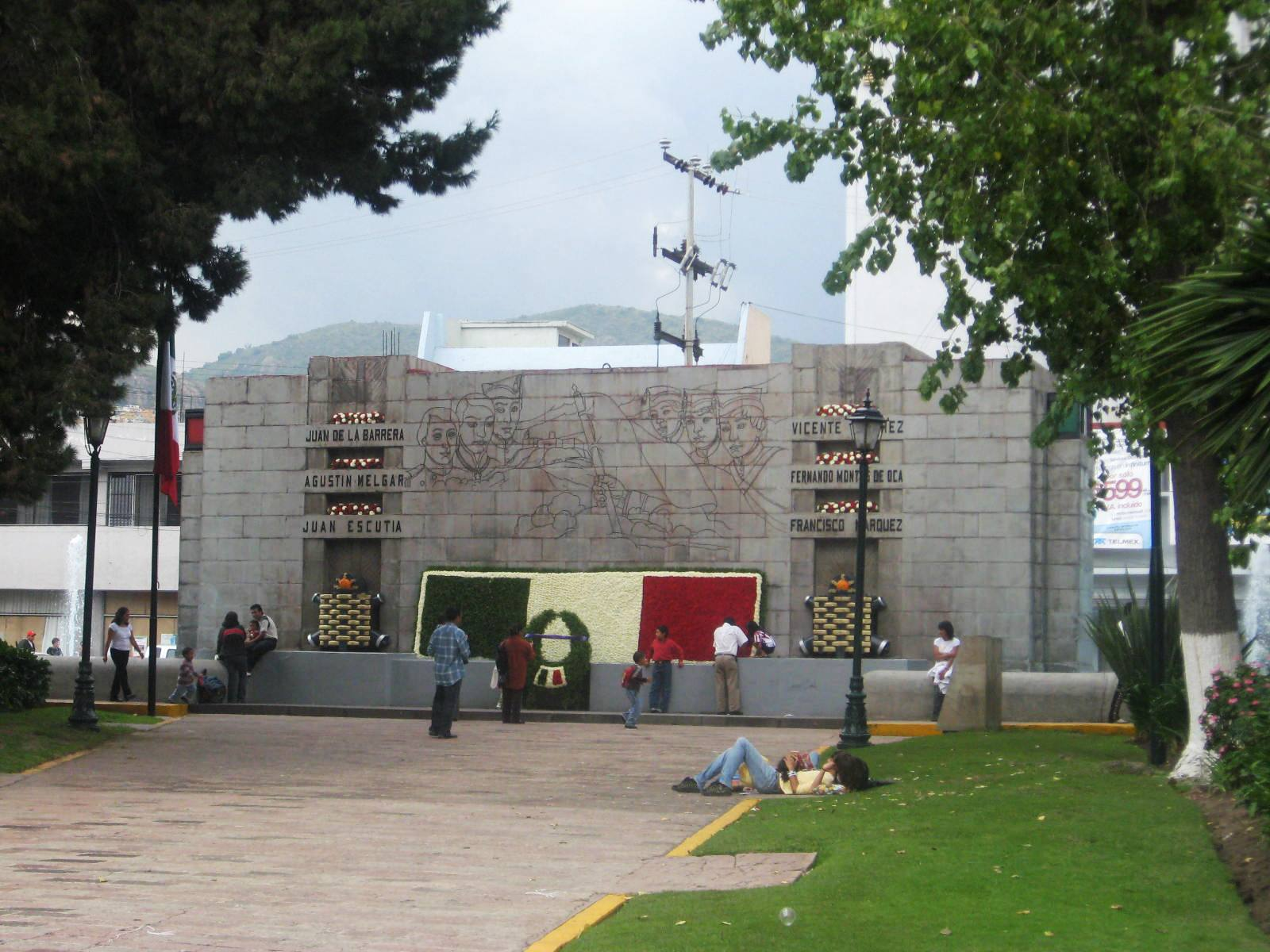
イダルゴ州パチューカ、ニーニョス・エロエス庭園の記念碑。
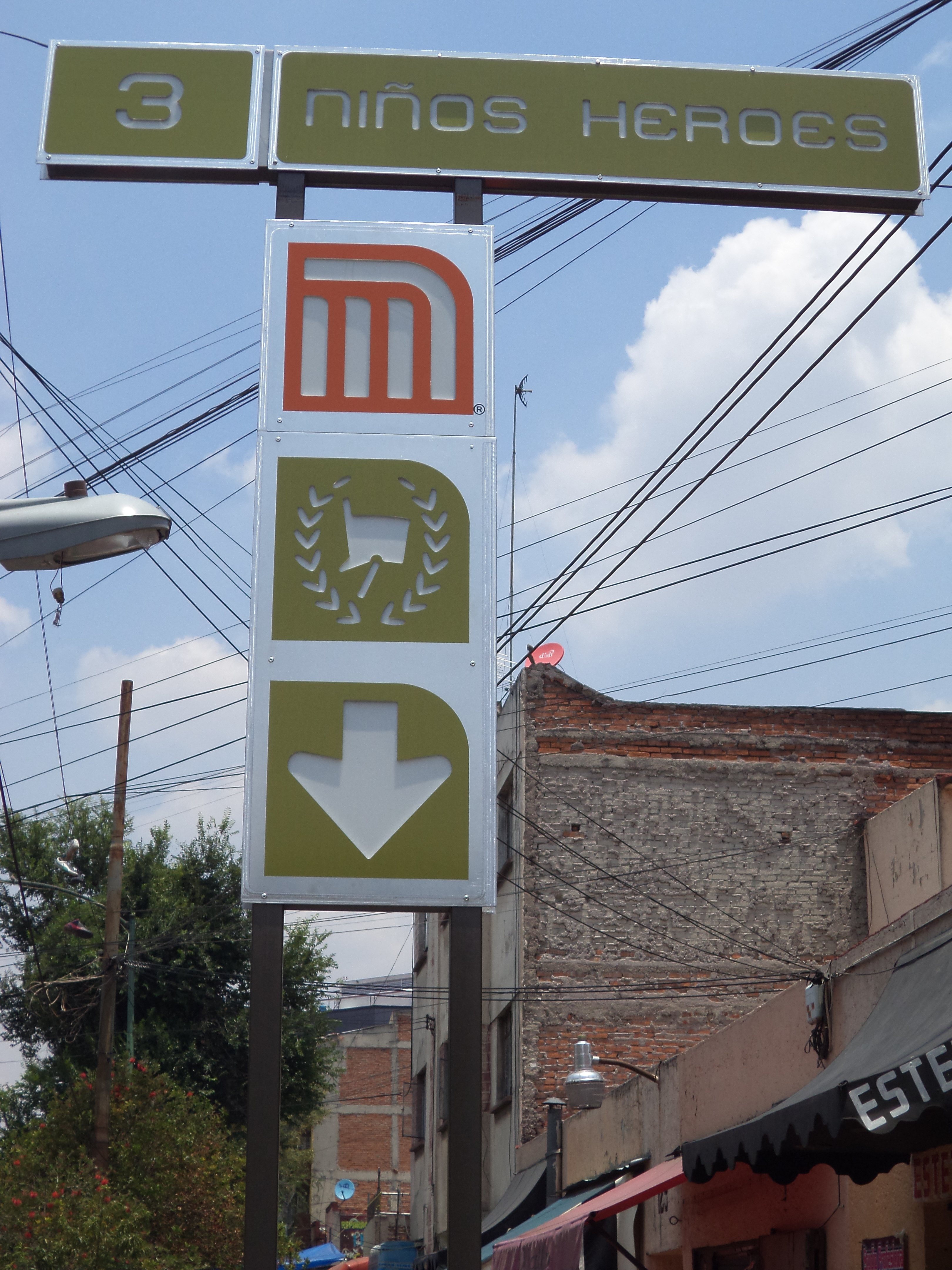
メキシコシティ地下鉄のニーニョス・エロエス駅の看板はケピ帽とオリーブ冠がデザインされている。